# Адвентивні види рослин
Адвентивні — чужорідні види рослин, які цілеспрямовано або випадково занесені на певну територію. Окремі з них можуть поширюватися дуже широко.
Наприклад, в Україні часто трапляються такі адвентивні види: клен ясенелистий, амброзія полинолиста, ситник тонкий та багато інших  
На відміну від адвентивних видів рослин, види які сформувалися і існують на певній території називаються аборигенними.   